# 金環蛺蝶
金環蛺蝶（學名：Pantoporia hordonia），又名金三線蝶、金蟠蛺蝶、金三綫蛺蝶、金三線蛺蝶。是分布於熱帶及亞熱帶亞洲地區的一種蛺蝶科蝴蝶。

## 描述
本種為中小型蛺蝶，雌雄外觀相近，雌蝶略缺乏性標。頭部黑褐色，觸角末端微膨、扁平，頂端裸露；口器褐色，下唇鬚白色夾雜黑褐色，向前突出。胸背褐色帶綠光，腹面與腹部腹側皆為白色；腹背為褐色。足白色略帶褐，前足性別差異明顯：雄蝶跗節癒合呈針狀有毛，雌蝶則分節、有爪無毛。
前翅長22-27 mm，外型近三角形、寬大，後翅扇形，翅緣略呈波狀。翅背面底色黑褐，有明顯橙黃色斑紋與條紋。前翅中室具一條橙黃色長紋，延伸至M2與M3室，前緣兩小缺刻明顯；中央橙黃斑列呈弧形，亞外緣有平行暗橙色線。後翅內外各有一橙黃色帶紋，內側較寬，外側外緣另有暗色細線。雄蝶後翅背面前緣具銀灰色性標。
翅腹面底色紅褐，斑紋與背面相應但色澤較淡，橙黃紋位置呈黃紋，間有淺紫色細帶及紅褐色細波紋。翅基亦有斑駁的淺黃與淺紫色紋。緣毛黑白相間。

## 分布

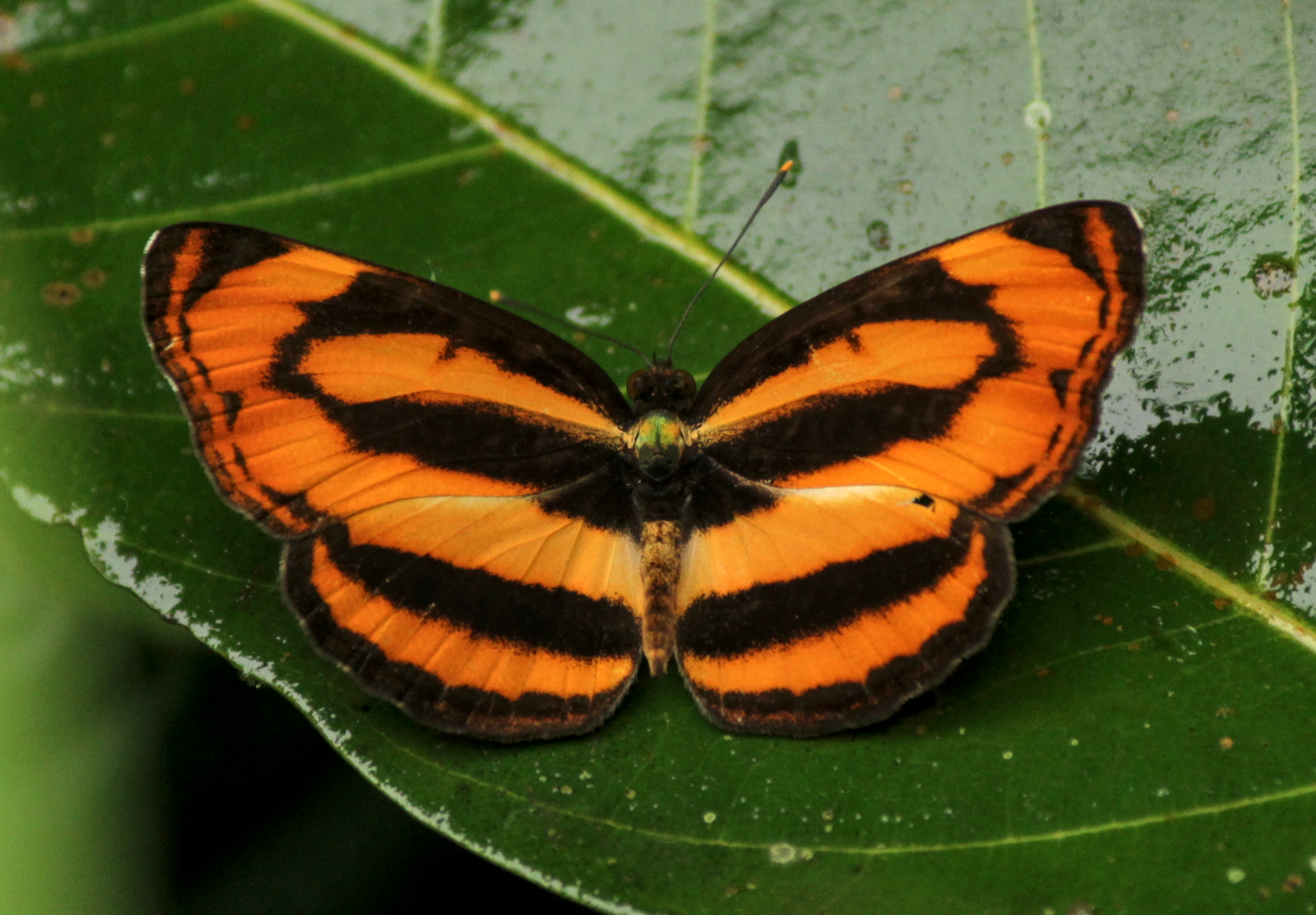
拍攝於喀尼拉普里（喀拉拉邦）。

分布於印度本土，從喜馬拉雅山區至西高止山脈；包括阿薩姆、緬甸、德能沙林地區，延伸至馬來次區域。

## 幼蟲
「幼蟲有兩種型態。第一種，頭大而近三角形，體節於第四節前逐漸變大，其後再逐漸縮小；第3、第4、第6與第12體節上各具兩枚鈍形背突。從第4節開始，身體前段通常向下傾斜，與身體其餘部分成角度，該區域連同腹面呈深綠褐色；其餘體節呈枯葉般的綠灰色，橫跨暗色斜紋，極似葉片間的間隔，如畫家描繪一般──是一種極佳的偽裝。第二種型態的幼蟲則為叉狀頭部，且背突被長刺狀突取代。插圖會比文字描述更清楚……由具刺型幼蟲羽化之蝶，雄蝶斑為淡色；由第一型羽化者，其雄蝶斑為深色……這兩型幼蟲從未同時出現；平滑型幼蟲常成群聚生於單一灌木上……平滑型幼蟲以相思樹屬與合歡屬植物為食，而刺型幼蟲目前只在相思樹屬植物上被發現。」（Davidson、Bell 與Aitken）

## 棲地
棲息於常綠闊葉林，一年可多代，全年可見。成蝶活動於林緣，會訪花、吸食腐物與水分；幼蟲以豆科植物如藤相思樹、合歡、摩鹿加合歡等葉片為食。